# Nicholas Kipkorir
Pour les articles homonymes, voir Kipkorir.
Nicholas Kipkorir Kimeli (né le 29 septembre 1998 à Eldoret) est un athlète kényan spécialiste des courses de fond.

## Biographie
Le 9 juin 2019, à Hengelo, Nicholas Kimeli descend pour la première fois de sa carrières sous les 13 minutes sur 5 000 m en parcourant la distance en 12 min 57 s 90. Il se classe troisième de la Ligue de diamant 2019 à l'occasion de la finale à Zurich. Troisième des sélections kenyanes, il participe aux championnats du monde 2019 à Doha et se classe huitième de la finale du 5 000 m.

## Palmarès
| Date | Compétition                               | Lieu             | Résultat | Épreuve           | Temps          |
| ---- | ----------------------------------------- | ---------------- | -------- | ----------------- | -------------- |
| 2021 | Jeux olympiques                           | Tokyo            | 4e       | 5 000 m           | 12 min 59 s 17 |
| 2022 | Championnats du monde                     | Eugene           | 7e       | 5 000 m           | 13 min 11 s 97 |
| 2022 | Jeux du Commonwealth                      | Birmingham       | 2e       | 5 000 m           | 13 min 8 s 19  |
| 2022 | Ligue de diamant                          | Ligue de diamant | 1er      | 3 000 m / 5 000 m |                |
| 2023 | Championnats du monde                     | Budapest         | 8e       | 10 000 m          | 28 min 3 s 38  |
| 2023 | Championnats du monde de course sur route | Riga             | 3e       | 5 km              | 13 min 16 s    |
| 2024 | Jeux olympiques                           | Paris            | 14e      | 10 000 m          | 27 min 23 s 97 |

### Records
| Épreuve  | Performance    | Lieu           | Date              |
| -------- | -------------- | -------------- | ----------------- |
| 3 000 m  | 7 min 31 s 19  | Monaco         | 10 août 2022      |
| 5 000 m  | 12 min 46 s 33 | Rome           | 9 juin 2022       |
| 10 000 m | 26 min 50 s 94 | Eugene         | 25 mai 2024       |
| 5 km     | 12 min 55 s    | Herzogenaurach | 30 avril 2022     |
| 10 km    | 26 min 51 s    | Brasov         | 25 septembre 2022 |